# Распятие Вита Ствоша

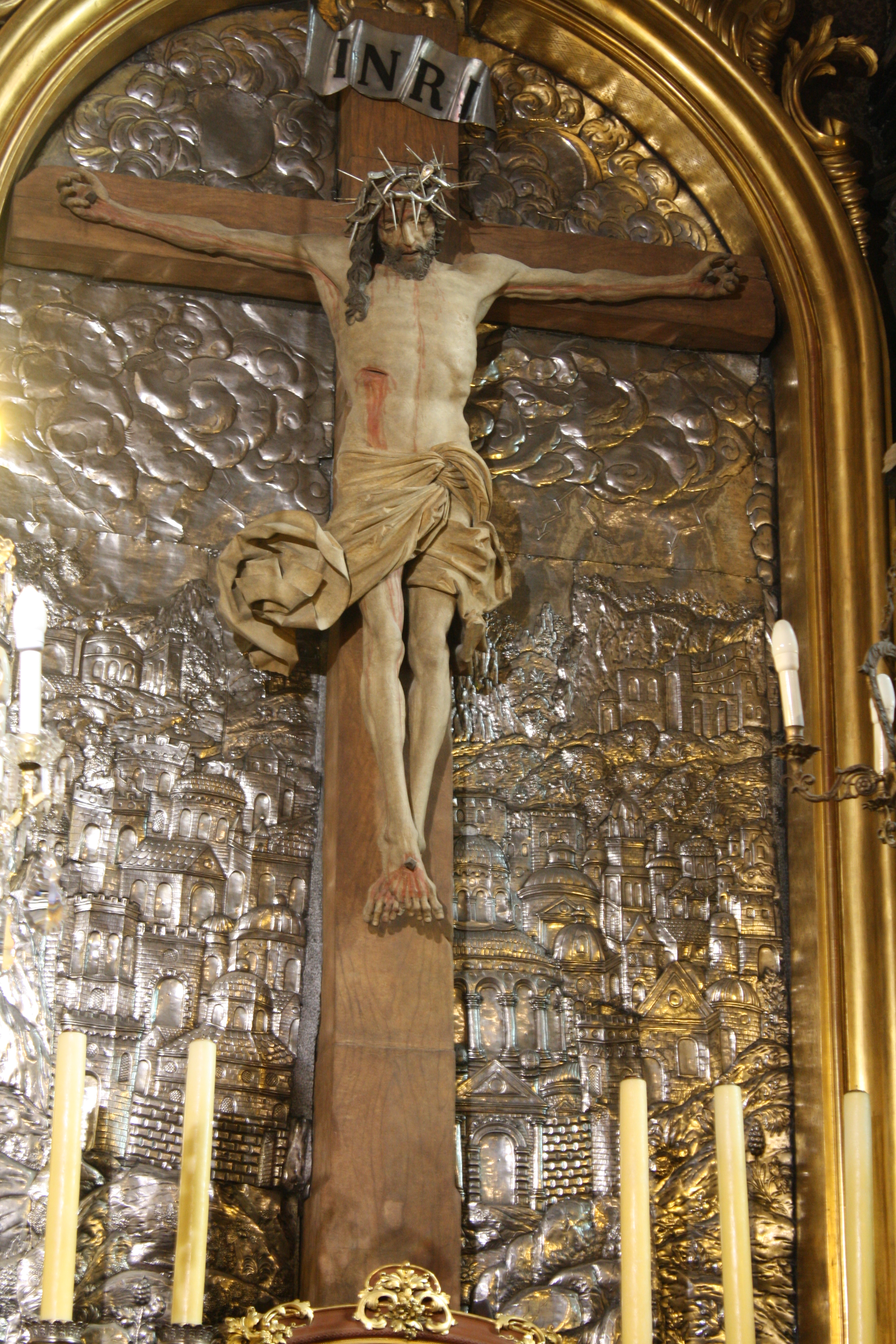
Распятие Вита Ствоша, Церковь Пресвятой Девы Марии, Краков, Польша

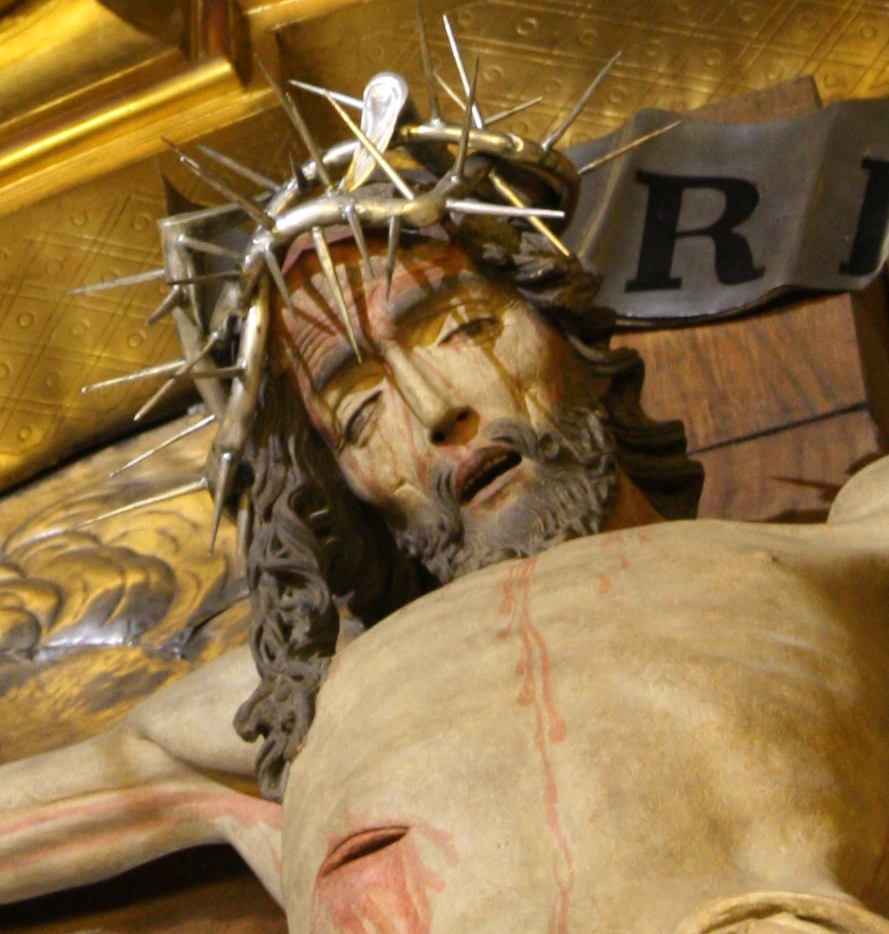
Голова Иисуса Христа

Распятие Вита Ствоша, Слацкеровское Распятие (пол. Krucyfiks Wita Stwosza ) — распятие, находящееся в Церкви Успения Пресвятой Девы Марии в Кракове, Польша. Распятие располагается над барочным алтарём и названо в честь своего создателя скульптора Вита Ствоша (полонизированное имя немецкого скульптора Файта Штосса). В литературе также упоминается другое название распятия Вита Ствоша — «Слацкеровское Распятие» — которое дано по имени заказчика Генрика Слацкера.

## История создания
Распятие было создано скульптором Витом Ствошом в 1496 году во время его пребывания в Кракове, когда тот по просьбе краковской немецкой общины создавал алтарь для церкви Успения Пресвятой Девы Марии.

## Описание
Распятие выполнено в стиле поздней готики из известняка, добываемого в каменоломнях возле города Пиньчув. Фигура Иисуса Христа располагается симметрично по отношению к кресту. Распятие характеризуется натурализмом и реализмом, что свойственно нидерландской скульптурной школе XV века. Реализм подчёркивает сильный ветер, развевающий одежду, прикрывающую Иисуса Христа. Вит Ствош показал момент его агонии. Прикрытые глаза Христа показывают, что он ещё не умер. Истощённым телом, кровоточащей раной, выступающими рёбрами Вит Ствош подчёркивает страдания, тем не менее, прикрытые глаза являют спокойствие и глубокую молитву Иисуса Христа, Который пытается преодолеть смерть. Изображение страданий и молитвы показывают будущую пасхальную победу, власть над смертью, спокойствие Иисуса Христа, Который одновременно страдает и торжествует. Фоном распятия является вид Иерусалима.

## Источник
- Szczęsny Dettloff, Kamienny krucyfiks Wita Stwosza w krakowskim kościele Mariackim, [w.] Dawna sztuka, T. II, 1939
- Szczęsny Dettloff, Ze studiów nad sztuką Wita Stwosza. Późnogotyckie krucyfiksy krakowskie, [w.] Biuletyn Historii Sztuki, T. XI, 1949, s. 1-42
- Zdzisław Kępiński, Wit Stwosz, Warszawa 1981
- Piotr Skubiszewski, Wit Stwosz, Warszawa 1985